# منجهر الثالث
منجهر الثالث كان الشروانشاه التاسع عشر من عام 1120 إلى ما بعد عام 1160. كان ابنًا وخليفة لأفريدون الأول [الإنجليزية] (حكم. 1106–1120 م).

## الاسم
على الرغم من أنه معروف باسم منجهر الثاني من باحثين مثل هادي حسن وفلاديمير مينورسكي وديكران كويمجيان ، إلا أنه كان الشخص الثالث الذي يحمل هذا الاسم، بعد عمه منجهر الثاني [الإنجليزية] (1096-1106 م) وعمه الأكبر منجهر الأول [الإنجليزية] (1027-1034). خلال هذه الفترة في تأريخ الشروانشاهيين، أصبحت أسماء وروابط عائلات الشروانشاه معقدة وغير مؤكدة إلى حد كبير، حيث قدم المؤرخ العثماني منجم باشي في القرن السابع عشر (توفي عام 1702) نسخة غير كاملة منها، بدءًا من منجهر، الذي أطلق عليه اسم "شاه منوشهر بن كسران"، وكسران هو نسخة من كسرى. وتبدأ المصادر الآن بالإشارة إلى العائلة اليزيدية الحاكمة باسم "الكاسرانيين" أو "الخاقانيين". بالإضافة إلى استخدام لقب الشروانشاه، استخدم منجهر الثالث أيضًا لقب الخاقان كبير (" الخان العظيم")، والذي كان مصدر إلهام وراء التخلُّص (الاسم المستعار) لمدح خاقاني له. وقد وصف لقب الشاه الكامل بأنه أبو الهيجاء فخر الدين مالك منجهر بن أفريدون. ومن بين الألقاب الأخرى، وصفه الخاقاني أيضًا بـ "نايب تنغري".

## الحياة

### تحت حكم أفريدون الأول
وُلِد بين حوالي ق. 1091-1097 . كان متزوجا من الأميرة الجورجية تامار ق. 1111 . توفي والده أفريدون الأول في تشرين الثاني 1120، مما مهد الطريق له ليصبح شيروانشاه.

### الحكم
انفصلت منجهر عن السيادة السلجوقية بعد معركة ديدجوري في عام 1121، مما تسبب في غزو محمود الثاني في عام 1123. هزم داود الرابع، حمي منجهر ، فرقة السلاجقة بقيادة آق سنقر أحمديلي أتابك مراغة. وفي وقت لاحق غادر محمود شيروان إلى همدان في آب 1123. حتى أن داود أراد ضم شيروان، لكن وفاته عام 1125 تركت تلك الخطط غير مكتملة. تمكن منجهر لاحقًا من إخماد تمرد القبجاق واستولى على جزيرة أران، مستغلًا ضعف دولة جورجيا.

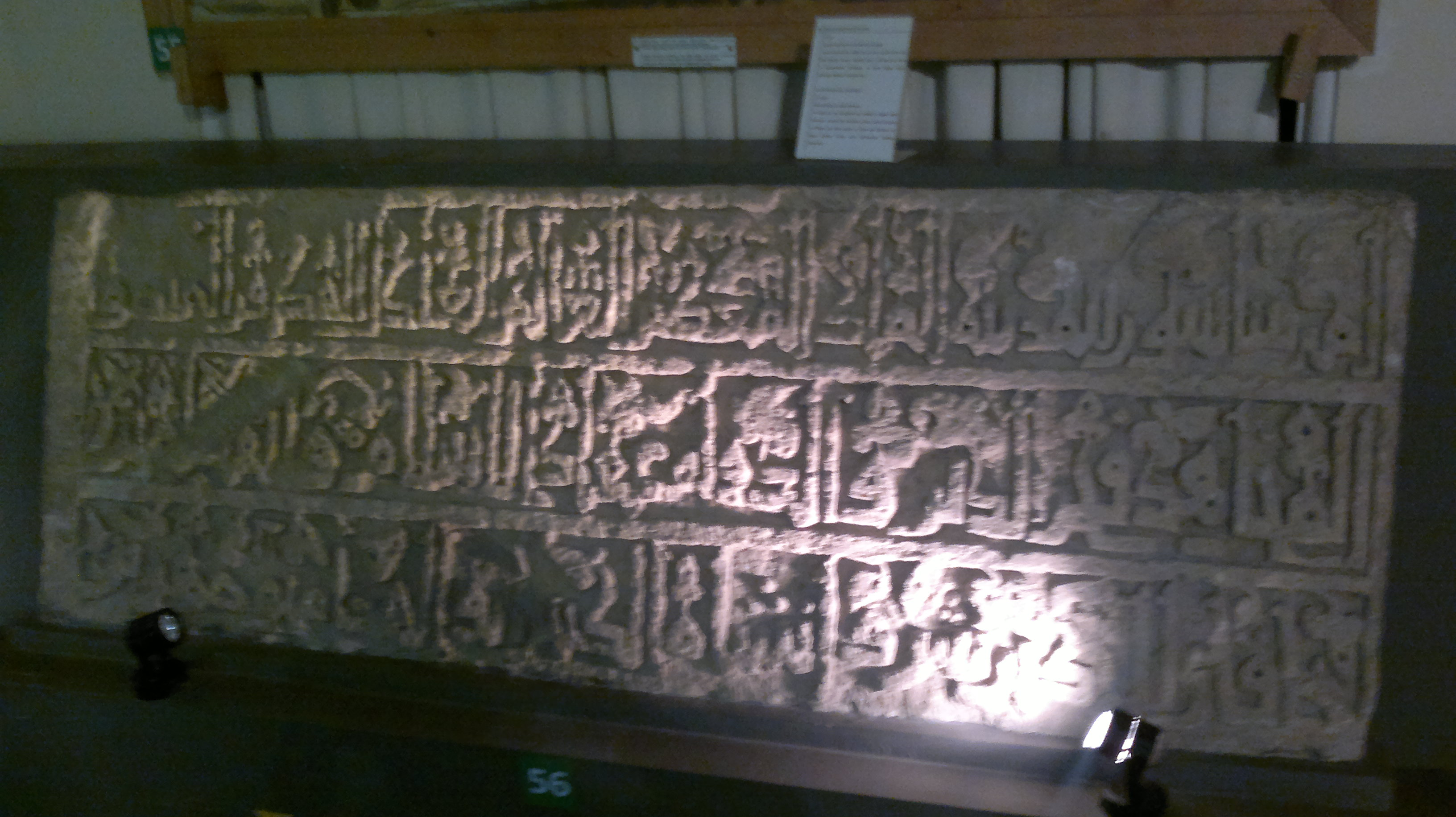
نقش جدار قلعة باكو يحمل اسم منجهر

ويذكره الخاقاني والفلكي شيرواني بأنه قام بترميم سد باقلان، وهو سد بُني على نهر كورا في عام 1137/8.

## البلاط الملكي
كان منجهر مشهورًا برعايته للفنون. يذكر الفلكي أن وزيره جمال الدين أبي النصر ملك مِصرَ بن عبد الله كان من الشخصيات المهمة في البلاط، وأن وزيره أمين الدين محمد بن عبد الجليل الأهراسي كان راعيًا للفلاسفة. وكان من بين شعراء بلاطه أبو الأعلى الجنجاوي والخاقاني والفلكي نفسه.

## العائلة
كان متزوجا من الأميرة الجورجية تامار ق. 1111. كان لديهم معًا أربعة أبناء على الأقل (أخيستان الأول [الإنجليزية]، وأفريدون الثاني [الإنجليزية]، وشاهنشاه [الإنجليزية]، وفروخزاد الأول [الإنجليزية]) وابنتين لم تذكر المصادر اسميهما. بعد وفاة منجهر الثالث، عادت تامار إلى جورجيا، حيث أصبحت راهبة. وفقًا لعالم الأنساب سيريل تومانوف، فإن أحد أبنائها، الذي استقر في جورجيا، حصل على ولاية أبخازيا وأصبح الجد الأكبر لعائلة شيرفاشيدزه [الإنجليزية].
وقد اقترح أن منجهر الثالث ربما قسم مملكته بين أبنائه بعد وفاته، بسبب وجود عملات معدنية تشير إلى تزامن حكم أخيستان الأول، وشاهنشاه، وأفريدون الثاني، وابنه فاريبورز الثاني [الإنجليزية]. ربما حكم أفريدون الثاني وفاريبرز الثاني الجزء الغربي من المملكة، في حين تظهر دار سك العملات المعدنية لشاهنشاه أنه كان مقره في شاماخي. ومع ذلك، فقد اقترح البعض أيضًا أن الأخير كان خليفة أخيستان الأول.